# Атауллаханов, Фазоил Иноятович
Фазои́л Иноя́тович Атауллаха́нов (род. 23 апреля 1946, Самарканд) — советский и российский биофизик. Профессор МГУ имени М. В. Ломоносова и Московского физико-технического института, директор ЦТП ФХФ РАН, заведующий отделом биофизики ФНКЦ ДГОИ им. Рогачева. Академик РАН по Отделению физиологических наук (2022).
Главным направлением научной деятельности является биофизика сложных систем, в частности метаболизма, свертывания крови, митоза. За время, прошедшее с 1986 года, имеет более 8000 цитирований на свои работы. Индекс Хирша: по всем публикациям – 50; по ядру РИНЦ – 46; Scopus – 48.

## Биография
В 1969 году окончил кафедру биофизики физического факультета МГУ имени М. В. Ломоносова. В 1974 году защитил кандидатскую диссертацию в лаборатории С. Э. Шноля. С 1984 года — доктор физико-математических наук. С 1989 года работал заведующим лабораторией Гематологического научного центра в Москве. С 1995 года — профессор МГУ. Соросовский профессор (1998). В 2006 году становится директором ЦТП ФХФ РАН. В 2010 году его коллектив выиграл конкурс инвестиционных проектов Роснано и основал компанию ГемаКор для разработки нового метода диагностики нарушений свертывания крови.
Брат — иммунолог Равшан Иноятович Атауллаханов (род. 1952).

## Общественная позиция
В феврале 2022 подписал открытое письмо российских учёных и научных журналистов с осуждением вторжения России на Украину и призывом вывести российские войска с украинской территории.

## Научные достижения
Работал в области исследования энергетического метаболизма эритроцитов совместно с А. М. Жаботинским, изучая регуляцию экспериментально и с помощью математических моделей.
Разработал новую концепцию регуляции свертывания крови, в рамках которой было убедительно показано, что свёртывание крови представляет собой типичный автоволновой процесс, в котором существенная роль принадлежит эффектам бифуркационной памяти.
Экспериментально показал роль микротрубочек в движении хромосом при делении клетки и измерил развиваемую ими силу.

## Основные научные публикации
- Статьи

1. ↑  Атауллаханов Ф.И., Зарницына В.И., Кондратович А.Ю., Лобанова Е.С., Сарбаш В.И. Особый класс автоволн - автоволны с остановкой - определяет пространственную динамику свертывания крови // УФН : журнал. — 2002. — Т. 172, № 6. — С. 671—690. — ISSN 0042-1294. — doi:10.3367/UFNr.0172.200206c.0671. Архивировано 14 сентября 2013 года.
2. ↑  Атауллаханов Ф И, Лобанова Е С, Морозова О Л, Шноль Э Э, Ермакова Е А, Бутылин А А, Заикин А Н. Сложные режимы распространения возбуждения и самоорганизация в модели свертывания крови // УФН : журнал. — 2007. — Т. 177, № 1. — С. 87—104. — ISSN 0042-1294. — doi:10.3367/UFNr.0177.200701d.0087. Архивировано 11 июня 2016 года.
3. ↑  Grishchuk E L, Molodtsov M I, Ataullakhanov F I, McIntosh J R. Force production by disassembling microtubules (англ.) // Nature : журнал. — 2005. — Vol. 438, no. 7066. — P. 384—388. — ISSN 0028-0836. — doi:10.1038/nature04132.